# Ярке (Євпаторійський район)
Ярке́ (крим. Yarke, до 1948 року — Октоберфельт, крим. Oktoberfeld, раніше Княжевичі) — село в Україні, в Євпаторійському районі Автономної Республіки Крим.

## Населення
За переписом УРСР 1989 року чисельність наявного населення села становила 269 осіб, з яких 127 чоловіків та 142 жінки.
За переписом населення України 2001 року в селі мешкали 573 особи.

### Мова
Розподіл населення за рідною мовою за даними перепису 2001 року:
| Мова              | Відсоток |
| ----------------- | -------- |
| кримськотатарська | 58,12 %  |
| російська         | 37,17 %  |
| українська        | 3,84 %   |
| інші              | 0,87 %   |